# Annabelle Zandbergen
Annabelle Zandbergen (Zoeterwoude, 15 januari 1990) is sinds januari 2020 presentator bij het NOS Jeugdjournaal. In 2018 was zij als bureauredacteur al werkzaam bij het Jeugdjournaal.
Zandbergen studeerde aan de School voor de Journalistiek in Utrecht, waar ze in 2014 klaar was. Vervolgens ging Zandbergen aan de Universiteit van Amsterdam Politicologie studeren.